# MPV
MPV, multi-purpose vehicle, er en personbil, der er en blanding mellem en minibus og en forvokset stationcar.
Denne type bil har mange praktiske fordele, stor plads, mange sæder og let ind- og udstigning, der især tiltaler børnefamilier.
En MPV er et praktisk køretøj med utallige muligheder for at indrette sædearrangementet efter det specifikke behov. Man kan vælge mellem at have mange sæder i brug og lidt bagageplads eller få sæder og megen bagageplads.
Det er vigtigt, at adgangen til bagagerummet er nem, at åbningen er stor, og læssekanten lav. Bagagerummet i de fleste MPV’er rummer mellem 350 og 500 liter, det vil sige, at rummeligheden omtrent fordobles, når sæderne tages ud eller blot lægges ned. Mange MPV’er udstyret med finurlige sædearrangementer.
MPV’erne er typisk fem, seks eller syvsædet. To af de MPV’er, der findes på det danske marked, Fiat Multipla og Honda FR-V har tre forsæder. 
En fordel ved en MPV, udover pladsen og indretningsmulighederne, er ind- og udstigningsforholdene. Da bilen er højere end en almindelig stationcar, kommer folk let ind og ud, og for børnefamilierne er det let at få adgang til barnestole og seler.
- Wikimedia Commons har flere filer relateret til MPV